# Acizzia uncatoides
Acizzia uncatoides är en insektsart som först beskrevs av Ferris och Klyver 1932.  Acizzia uncatoides ingår i släktet Acizzia och familjen rundbladloppor. Inga underarter finns listade i Catalogue of Life.